# Пежо тип 120
Пежо тип 120 (фр. Peugeot Type 120) је моторно возило произведено 1908. године од стране француског произвођача аутомобила Пежо у њиховој фабрици у Оданкуру. У том раздобљу је укупно произведено 11 јединица.
Возило покреће четвороцилиндрични четворотактни мотор који је постављен напред, а преко ланчаног склопа је пренет погон на задње точкове. Његова максимална снага била је 16 КС и запремине 3.054 cm³.
Тип 120 је са међуосовинским растојањм од 282,5 цм, дужина возила 400 цм, ширина возила 162 цм, а размак точкова 135 цм. Облик каросерије је дупли фетон и има места за четири особе.